# 시드니 채플린
시드니 존 채플린(Sydney John Chaplin, 1885년 3월 16일 ~ 1965년 4월 16일)은 잉글랜드의 배우로 찰리 채플린의 형이다.

## 참여 작품
- 그의 지나간 시대
- 개의 생활
- 본드 (영화)
- 어깨총
- 봉급날
- 순례자 (영화)